# Головков, Анатолий Эммануилович
Анатолий Эммануилович Головков — журналист, писатель, кинодраматург, автор-исполнитель (бард). Автор и телеведущий программы «Кухня без секретов» на каналах РТР и «2х2».

## Биография
Анатолий Эммануилович Головков родился в 1945 году в Москве. 
Вырос в Риге, учился в Красноярском училище искусств по классу трубы. Музыкой занимался и в армии, затем играл в различных оркестрах, закончив эту карьеру в ансамбле «Огни Балтики».
Как журналист начинал с газеты «Советская молодёжь» (Рига), потом вернулся в Москву, окончил МГУ им. Ломоносова и до 1992 года работал в центральной прессе, в газетах и журналах («Крестьянка», очерки на сельские темы, кулинария), печатался во многих странах мира. Самые известные публикации в журнале «Огонёк» времен редактора В. Коротича. Публицистические статьи собраны в трёх сборниках, в том числе «Вечный иск» (М.: Правда, 1989).
Начал сочинять рассказы и стихи с 1970 года, первый рассказ опубликован в 1977 году в альманахе «Истоки» (М.: «Молодая гвардия» . С тех пор напечатаны почти все рассказы и в России, и в других странах. Автор романов: «Воздухоплаватель» (М.: Изограф, 2005 год, в последней редакции "Террористы", 2020 год), «Jam session. Хроники заезжего музыканта»", "Победившие не вернутся", (2020), двух кулинарных книг и детской сказки «Где растут макароны» (Одесса: Два слона, 1993 г.), по которой на НТВ был поставлен сериал «Котовасия» («Дикси», 1998). Член Союза писателей с 1991 года. Автор книги «Не уходи» (Нью-Йорк, Franc-Tireur, 2016 год, премия "Серебряная пуля" за лучшую книгу года). Автор книги стихов «Синкопа», романа «Гардеробщик» (финалист премии Фазиля Искандера), сборника рассказов и повестей "Всякая кыш-мышь",.(Израиль, «Книга-Сефер», 2017-2024 годы),
Известен также как исполнитель песен на свои стихи и музыку, автор трех дисков, участник антологий авторской песни, сборников, радиопрограмм и телешоу.
Начиная с середины 1990-х гг., не прекращая заниматься литературой, работает главным образом в области документального кино. В игровом кино начал с участия в сценарной разработке для фильма Алексея Германа «Хрусталёв, машину!» (1989, в титрах не указан). В 2003 году разработчик проекта и сценарист сериала «Кулагин и партнеры» (продюсер В. Григорьев). В 2004 году — автор сценария 4-серийного фильма «Иосиф, сын сапожника» (продюсер В. Малышев). В 2005 году — разработчик и главный автор сериала "Безмолвный свидетель" ("Дикси", продюсер Е.Любинский)  сценариев «Возвращение» и «Последнее предупреждение» (продюсер Л. Загальский), «Рублёвка live» (продюсер Г. Любомиров). В 2006 году — соавтор сценария сериала «Проклятый рай» («Пирамида»), разработчик и сценарист сериала «Сваха», автор игровых полнометражных картин «Вторжение», "Другой берег", "45 секунд"  (РТР, 2009), документальной драмы «Светлана» (1 канал, 2009, Главный приз фестиваля документального кино, Нью-Йорк, 2010).
С апреля 2016 года живёт и работает в Израиле.

## Премии и награды
- Лауреат премии журнала «Огонёк» (за 1989, 1990 годы)
- Лауреат премии Союза журналистов СССР за очерки из «горячих точек» (1990)
- Лауреат премии Союза журналистов России в номинации «Честь, достоинство, профессионализм» (2005)
- Лауреат Международной литературной премии им. Петра Вегина (2009)
- Лауреат Международной литературной премии «Серебряный стрелец» (2009).